# Les Essards, Indre-et-Loire

Les Essards este o comună în departamentul Indre-et-Loire, Franța. În 1 ianuarie 2018 avea o populație de 151 de locuitori.